# Dilatòmetre

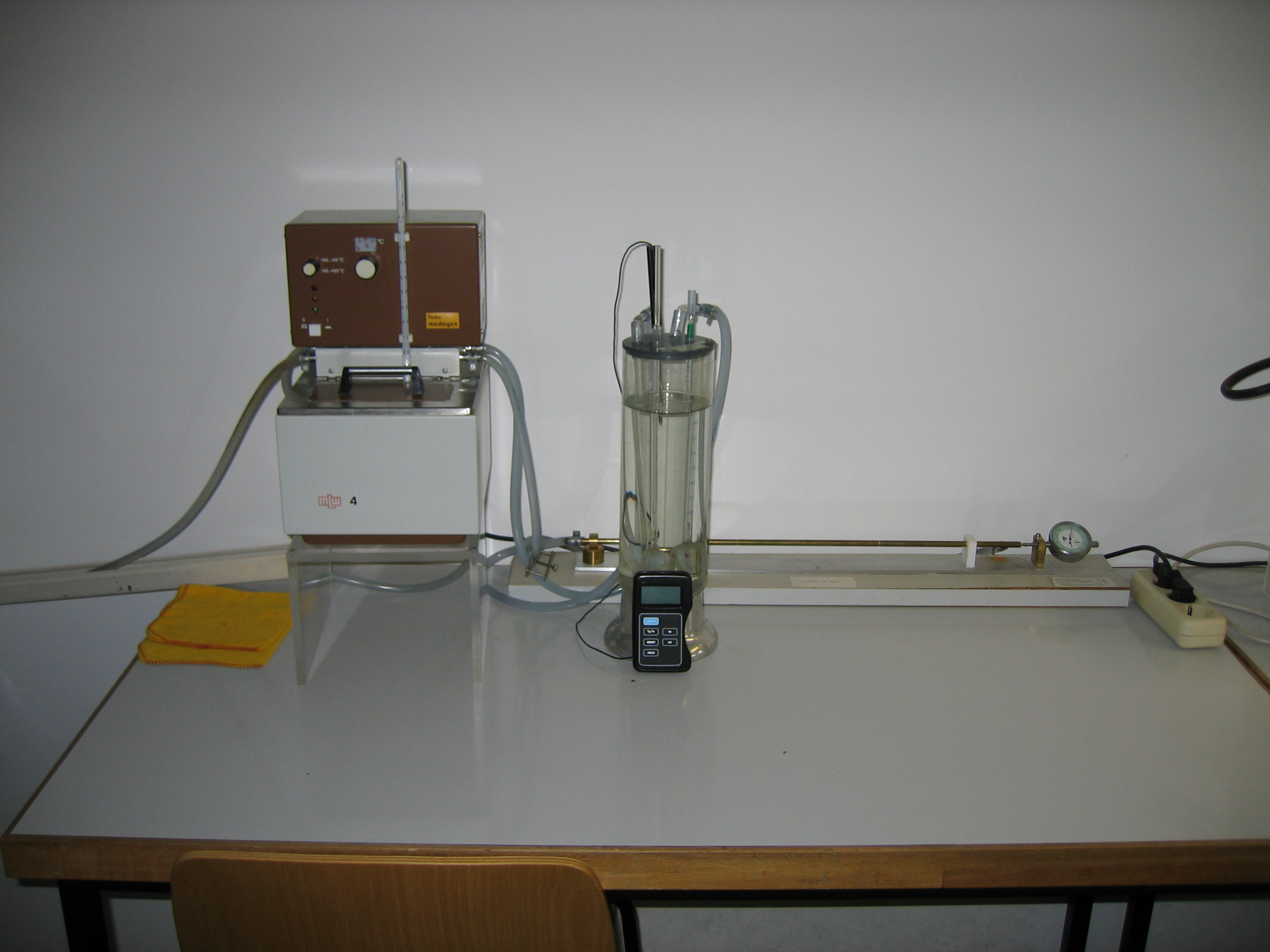
Una estructura simple d'un dilatòmetre per a la mesura de l'extensió termal de líquids i de sòlids.

El dilatòmetre és un instrument de mesura el canvi del volum. Són instruments utilitzats per mesurar l'expansió/contracció relativa de sòlids en diferents temperatures. Els dilatòmetres s'usen per al control de qualitat en materials o en producció. Un ús familiar de dilatòmetre és el termòmetre de mercuri, en el que el canvi en el volum de la columna del líquid es llegeix d'una escala graduada. Perquè el mercuri té una expansió termal bastant constant sobre gammes de temperatures normals, els canvis de volum es poden relacionar directament amb la temperatura.
L'expansió tèrmica és definida per
{\displaystyle \alpha =V_{-1}(\delta V/\delta T)_{P}\;}
és així com la seva definició termodinàmica és també un paràmetre important de l'enginyeria.